# Johann Schowanek
Johann Schowanek (24. dubna 1868 Paseky nad Jizerou – 24. listopadu 1934 Jiřetín pod Bukovou) byl česko-německý podnikatel a průmyslník, zakladatel dřevozpracujícího podniku J. Schowanek, zabývajícího se převážně produkcí drobného dřevěného zboží.

## Život

### Mládí
Narodil se v Pasekách nad Jizerou v severočeském česko-německém pohraničí jako syn mlynářského mistra a rolníka. V mládí nastoupil jako úředník do obchodu se dřevařským zbožím svého dědečka Antona Pohla v Pasekách, vyučil se zde soustružnickému řemeslu a pracoval také na zdokonalování dřevoobráběcích strojů a jejich konstrukcí.

### Vlastní podnikání
16. dubna 1896 si pronajal mlýn v sousedním městečku Desná a založil zde mechanickou soustružnu se stroji na zpracování dřeva vlastní konstrukce. V roce 1899 byla dílna zachvácena požárem, po rekonstrukci byla firma rozšířena o výrobu dřevěného textilního zboží a cívek pro tkalcovské stavy s celosvětovými exportními zakázkami. V roce 1905 byla zahájena neméně úspěšná výroba dřevěných korálků.

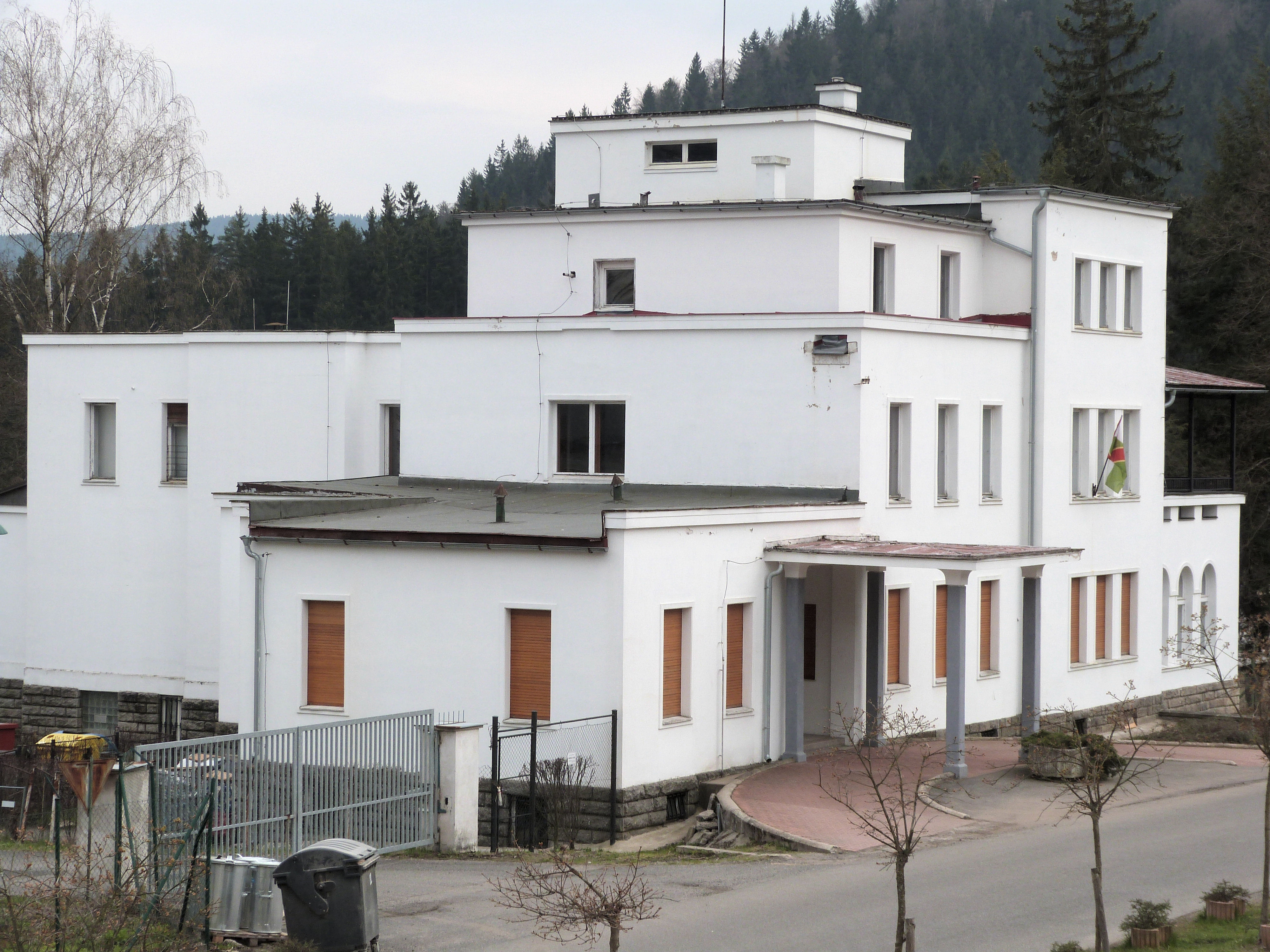
Vila Schowanek v Jiřetíně pod Bukovou

V prosinci 1906 koupil Johann Schowanek pozemek v blízkém Jiřetíně (později Jiřetín pod Bukovou), nedaleko Albrechtic v Jizerských horách. 1. ledna 1908 zde byla zahájena výroba. Zápis do obchodního rejstříku se uskutečnil dne 12. března téhož roku. Vyráběly se zde soustružené korálky ze dřeva, celuloidu a galalitu, kulaté dřevěné knoflíky či dřevěné výrobky pro textilní průmysl. Jeho syn Johann Karl Andreas Schowanek (1905–1964) vstoupil do společnosti v roce 1921 a roku 1928 se stal akcionářem. Jeho četné patentované vynálezy přispěly k dalším úspěchům ve výrobě šperků, smaltovaných dřevěných korálků a dřevěných hraček.
Schowanek žil s rodinou v Jiřetíně, kde si nedaleko své továrny nechal postavit sídelní rodinnou vilu, tzv. vilu Schowanek, podle návrhu jabloneckého architekta Roberta Hemmricha.
Po roce 1927 firma Schowanek vyráběla také vánoční ozdoby, jojo, vázané tašky z dřevěných korálků, dřevěné přezky a spony, modely lodí a letadel či různé druhy dětských hraček. V roce 1934 měla společnost 1000 zaměstnanců a ve svém oboru byla jednou z nejvyspělejcích výroben v Evropě.

### Úmrtí
Johann Schowanek zemřel 24. listopadu 1934 v Jiřetíně pod Bukovou. Pohřben byl v rodinném mauzoleu na hřbitově v Albrechticích v Jizerských horách.

### Po smrti
Vedení podniku po otcově smrti převzal Johann Karl Andreas Schowanek (1905–1964). Po druhé světové válce v květnu 1945 byli členové rodiny Schowankovy v rámci odsunu Němců z Československa vyhoštěni a podnik byl vyvlastněn ve prospěch státu a v dalších letech pak pokračoval pod značkou DETOA Albrechtice. J. K. W. Schowanek se nejprve pokusil založit novou společnost v rakouském Salcburku, ale podobného úspěchu jako v severních Čechách se mu nepodařilo dosáhnout. Zemřel v roce 1964 v Pidingu u Berchtesgadenu v Bavorsku.
Firma J. Schowanek získala po roce 1945 výrobní a prodejní licenci na později známou písmenkovou hru Scrabble pro trhy v Německu, Itálii a některých dalších evropských zemích. Licenční výroba trvala od roku 1953 do roku 1958, poté byla převedena na společnost JW Spear &amp; Sons.